# Zandkreekdam
Le Zandkreekdam ou barrage de Sand Creek est un barrage dans le Zandkreek entre Kats dans le Noord-Beveland et Wilhelminadorp au Zuid-Beveland. Il sépare le Veerse Meer de l'Escaut oriental, il est long de 830 mètres. C'est le deuxième ouvrage d'art du plan Delta.
La route nationale, N256, l'emprunte. Une écluse, proche de Kats, permet la navigation.

## Histoire
À l'origine le plan Delta ne prévoyait pas de fermer le Zandkreek puisque le Veerse Meer était fermé à l'ouest. Mais avec la mise en œuvre progressive du projet Delta, il s'est avéré que le barrage était nécessaire parce que les courants de marée sont trop forts, au-delà du supportable. Des considérations similaires ont conduit à la construction de la Grevelingendam et du Volkerakdam.
La construction a débuté en 1959. Des caissons de 11 mètres de long, 7,5 mètres de large et 6 mètres de haut ont été utilisés. Le 3 mai 1960 le caisson final a fermé le bras.
Le barrage a été inauguré le 1er octobre 1960 par le commissaire de la Reine en Zélande, Guus de Casembroot.

## Modifications ultérieures
Après l'an 2000, le barrage a subi quelques changements majeurs.
Le passage sur le barrage pouvait créer de longs délais d'attente sur la route, la N256, très fréquentée passant sur une seule porte de l'écluse. Pour remédier à cela, un passage sur la deuxième porte de l'écluse a été construit, de sorte que quand l'une est fermée, le trafic se fait sur l'autre.
Installé en 2004, un tube permet à de l'eau salée de l'Escaut oriental de se déverser dans le Veerse Meer en provoquant de faibles marées et permettant un certain renouvellement. L'écologie du lac a été améliorée.

## Lien externe

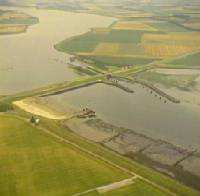
Zandkreekdam